# Tour de France 1994
Die 81. Tour de France fand vom 2. bis 24. Juli 1994 statt und führte dabei auf 21 Etappen über 3978 km. Es nahmen 189 Rennfahrer an der Rundfahrt teil, von denen 117 klassifiziert wurden.
Die Rundfahrt wurde entgegengesetzt dem Uhrzeigersinn gefahren, was bedeutet, dass als erstes Hochgebirge die Pyrenäen und anschließend die Alpen im Etappenplan standen. Auch das Zentralmassiv stand auf dem Programm, die Etappe nach Carpentras führte über den Mont Ventoux. Die Tour de France für zwei Tage in England, dorthin gelangten die Fahrer mit dem Zug durch den neu erbauten Eurotunnel. Die Begeisterung auf der Insel war enorm, nach Schätzungen waren bis zu einer Million Zuschauer am Straßenrand. Außer dem Prolog waren zwei weitere Einzelzeitfahren vorgesehen, eines davon auf flacher Strecke und das zweite nach Avoriaz in den Bergen der Alpen. Des Weiteren fand ein Mannschaftszeitfahren statt.

## Favoriten
Neben dem Sieger der letzten drei Jahre, Miguel Indurain, gehörte Tony Rominger, der 1993 drei Etappen gewann. Rominger gewann direkt vor der Tour de France auch die Vuelta a España, die 1994 letztmals im Frühjahr ausgetragen wurde. Seit 1995 findet die Vuelta im Herbst statt. Anwärter auf einen Podiumsplatz waren unter anderem Alex Zülle und Armand de Las Cuevas. Der Sieger des Giro d’Italia 1994, Jewgeni Bersin, nahm nicht teil.

## Rennverlauf
Die Zielgerade der ersten Etappe nach Armentières wurde zum Schauplatz eines fürchterlichen Sturzes. Am Straßenrand stand ein Streckenpolizist, der für ein Foto einen kleinen Schritt auf die Straße machte. Der Belgier Wilfried Nelissen prallte mit fast 70 km/h auf den Ordnungshüter, am schwersten verletzte sich Laurent Jalabert, der über den Dänen stürzte. Daraufhin musste er mehrere Stunden am Gesicht operiert werden, Jalabert verzichtete in seiner weiteren Karriere auf Massensprints und entwickelte sich zum Allrounder.
Die Stunde der Favoriten schlug wie erwartet beim ersten Zeitfahren nach Bergerac, welches Induráin eindrucksvoll gewinnen konnte. Er distanzierte Rominger um bereits zwei Minuten. Daraufhin übernahm der Spanier auch die Führung in der Gesamtwertung. Die erste Etappe in den Bergen begann im flachen Terrain des Pyrenäen-Vorlandes. Einzige Schwierigkeit war der Schlussanstieg nach Lourdes-Hautacam (1560 m). Induráin schlug bei diesem Anstieg ein gleichmäßiges, sehr hohes Tempo an, dem nur noch Luc Leblanc folgen konnte, der diese Etappe auch gewann. Rominger, durch eine Magenverstimmung geschwächt, verlor über zwei Minuten und auf der folgenden Etappe nach Luz-Ardiden sogar über drei auf den Spanier. Auf der anschließenden Etappe schied er aus dem Rennen aus. Damit war der Weg für Induráin vierten Toursieg in Folge frei. Als einziger halbwegs ernsthafter Konkurrent erwies sich Piotr Ugrumow, insbesondere in den Alpen. Dort konnte er drei Tage in Folge auf Induráin Zeit gewinnen, was ihn auf den zweiten Platz in der Gesamtwertung brachte. Induráin siegte bei dieser Tour mit einem Vorsprung von 5:39 Minuten.
Die Etappe nach Alpe d’Huez beendete Udo Bölts als Dritter; dies war die bis dahin beste Platzierung eines Deutschen an diesem Zielort. 1997 wurde Jan Ullrich bei seinem Toursieg Zweiter am berühmten „Berg der Holländer“.

## Etappen
| Etappen    | Tag      | Start – Ziel                    | km         | Etappensieger              | Gelbes Trikot   |
| ---------- | -------- | ------------------------------- | ---------- | -------------------------- | --------------- |
| Prolog     | 2. Juli  | Lille                           | 7,2 (EZF)  | Chris Boardman             | Chris Boardman  |
| 1. Etappe  | 3. Juli  | Lille – Armentières             | 234        | Dschamolidin Abduschaparow | Chris Boardman  |
| 2. Etappe  | 4. Juli  | Roubaix – Boulogne-sur-Mer      | 203,5      | Jean-Paul van Poppel       | Chris Boardman  |
| 3. Etappe  | 5. Juli  | Calais – Eurotunnel             | 66,5 (MZF) | GB-MG Maglificio           | Johan Museeuw   |
| 4. Etappe  | 6. Juli  | Dover (GB) – Brighton (GB)      | 204,5      | Francisco Cabello          | Flavio Vanzella |
| 5. Etappe  | 7. Juli  | Portsmouth (GB) – Portsmouth    | 187        | Nicola Minali              | Flavio Vanzella |
| 6. Etappe  | 8. Juli  | Cherbourg – Rennes              | 270,5      | Gianluca Bortolami         | Sean Yates      |
| 7. Etappe  | 9. Juli  | Rennes – Futuroscope            | 259,5      | Ján Svorada                | Johan Museeuw   |
| 8. Etappe  | 10. Juli | Poitiers – Trélissac            | 218,5      | Bo Hamburger               | Johan Museeuw   |
| 9. Etappe  | 11. Juli | Périgueux – Bergerac            | 64 (EZF)   | Miguel Indurain            | Miguel Indurain |
| 10. Etappe | 12. Juli | Bergerac – Cahors               | 160,5      | Jacky Durand               | Miguel Indurain |
| 11. Etappe | 13. Juli | Cahors – Lourdes-Hautacam       | 263,5      | Luc Leblanc                | Miguel Indurain |
| 12. Etappe | 14. Juli | Lourdes – Luz-Ardiden           | 204,5      | Richard Virenque           | Miguel Indurain |
| Ruhetag    |          |                                 |            |                            |                 |
| 13. Etappe | 16. Juli | Bagnères-de-Bigorre – Albi      | 223        | Bjarne Riis                | Miguel Indurain |
| 14. Etappe | 17. Juli | Castres – Montpellier           | 202        | Rolf Sørensen              | Miguel Indurain |
| 15. Etappe | 18. Juli | Montpellier – Carpentras        | 231        | Eros Poli                  | Miguel Indurain |
| 16. Etappe | 19. Juli | Valréas – Alpe d’Huez           | 224,5      | Roberto Conti              | Miguel Indurain |
| 17. Etappe | 20. Juli | Le Bourg-d’Oisans – Val Thorens | 149        | Nelson Rodríguez           | Miguel Indurain |
| 18. Etappe | 21. Juli | Moûtiers – Cluses               | 174,5      | Pēteris Ugrjumovs          | Miguel Indurain |
| 19. Etappe | 22. Juli | Cluses – Avoriaz                | 47,5 (EZF) | Pēteris Ugrjumovs          | Miguel Indurain |
| 20. Etappe | 23. Juli | Morzine – Lac de Saint-Point    | 208,5      | Dschamolidin Abduschaparow | Miguel Indurain |
| 21. Etappe | 24. Juli | Euro Disneyland – Paris         | 175        | Eddy Seigneur              | Miguel Indurain |

## Ergebnisse

### Gesamtwertung
| \| Gesamtwertung \| Gesamtwertung \| Gesamtwertung \| Gesamtwertung \| Gesamtwertung \| \| Fahrer \| Fahrer \| Land \| Team \| Zeit \| \| ------------- \| --------------------- \| ------------- \| --------------------------------------- \| ----------------- \| \| 1. \| Miguel Indurain \| Spanien \| Banesto \| 103 h 38 min 38 s \| \| 2. \| Pēteris Ugrjumovs \| Lettland \| Gewiss-Ballan \| + 5 min 39 s \| \| 3. \| Marco Pantani \| Italien \| Carrera Jeans-Tassoni \| + 7 min 19 s \| \| 4. \| Luc Leblanc \| Frankreich \| Festina-Lotus \| + 10 min 03 s \| \| 5. \| Richard Virenque \| Frankreich \| Festina-Lotus \| + 10 min 10 s \| \| 6. \| Roberto Conti \| Italien \| Lampre-Panaria \| + 12 min 29 s \| \| 7. \| Alberto Elli \| Italien \| GB-MG Boys Maglificio-Technogym-Bianchi \| + 20 min 17 s \| \| 8. \| Alex Zülle \| Schweiz \| ONCE \| + 20 min 35 s \| \| 9. \| Udo Bölts \| Deutschland \| Telekom-Merckx \| + 25 min 19 s \| \| 10. \| Wladimir Pulnikow \| Ukraine \| Carrera Jeans-Tassoni \| + 25 min 28 s \| \| 11. \| Pascal Lino \| Frankreich \| Festina-Lotus \| + 26 min 01 s \| \| 12. \| Fernando Escartín \| Spanien \| Mapei-CLAS \| + 30 min 38 s \| \| 13. \| Gianluca Bortolami \| Italien \| Mapei-CLAS \| + 32 min 35 s \| \| 14. \| Bjarne Riis \| Dänemark \| Gewiss-Ballan \| + 33 min 32 s \| \| 15. \| Oscar Pelliccioli \| Italien \| Polti-Vaporetto \| + 34 min 55 s \| \| 16. \| Nelson Rodríguez \| Kolumbien \| ZG Mobili \| + 35 min 18 s \| \| 17. \| Jean-François Bernard \| Frankreich \| Banesto \| + 36 min 44 s \| \| 18. \| Hernán Buenahora \| Kolumbien \| Kelme-Avianca-Gios \| + 38 min 00 s \| \| 19. \| Rolf Sørensen \| Dänemark \| GB-MG Boys Maglificio-Technogym-Bianchi \| + 42 min 39 s \| \| 20. \| Bo Hamburger \| Dänemark \| TVM-Bison Kit \| + 43 min 44 s \| \| 21. \| Thomas Davy \| Frankreich \| Castorama \| + 46 min 41 s \| \| 22. \| Éric Caritoux \| Frankreich \| Chazal-MBK-König \| + 47 min 19 s \| \| 23. \| Federico Muñoz \| Kolumbien \| Kelme-Avianca-Gios \| + 48 min 33 s \| \| 24. \| Jim Van De Laer \| Belgien \| Lotto-Vetta-Caloi \| + 48 min 35 s \| \| 25. \| Bruno Cenghialta \| Italien \| Gewiss-Ballan \| + 51 min 30 s \| |                       |             |                                         |                   |
| |                       |             |                                         |                   |
| Quelle: ProCyclingStats |                       |             |                                         |                   |
| Gesamtwertung |                       |             |                                         |                   |
| Fahrer | Fahrer                | Land        | Team                                    | Zeit              |
| 1. | Miguel Indurain       | Spanien     | Banesto                                 | 103 h 38 min 38 s |
| 2. | Pēteris Ugrjumovs     | Lettland    | Gewiss-Ballan                           | + 5 min 39 s      |
| 3. | Marco Pantani         | Italien     | Carrera Jeans-Tassoni                   | + 7 min 19 s      |
| 4. | Luc Leblanc           | Frankreich  | Festina-Lotus                           | + 10 min 03 s     |
| 5. | Richard Virenque      | Frankreich  | Festina-Lotus                           | + 10 min 10 s     |
| 6. | Roberto Conti         | Italien     | Lampre-Panaria                          | + 12 min 29 s     |
| 7. | Alberto Elli          | Italien     | GB-MG Boys Maglificio-Technogym-Bianchi | + 20 min 17 s     |
| 8. | Alex Zülle            | Schweiz     | ONCE                                    | + 20 min 35 s     |
| 9. | Udo Bölts             | Deutschland | Telekom-Merckx                          | + 25 min 19 s     |
| 10. | Wladimir Pulnikow     | Ukraine     | Carrera Jeans-Tassoni                   | + 25 min 28 s     |
| 11. | Pascal Lino           | Frankreich  | Festina-Lotus                           | + 26 min 01 s     |
| 12. | Fernando Escartín     | Spanien     | Mapei-CLAS                              | + 30 min 38 s     |
| 13. | Gianluca Bortolami    | Italien     | Mapei-CLAS                              | + 32 min 35 s     |
| 14. | Bjarne Riis           | Dänemark    | Gewiss-Ballan                           | + 33 min 32 s     |
| 15. | Oscar Pelliccioli     | Italien     | Polti-Vaporetto                         | + 34 min 55 s     |
| 16. | Nelson Rodríguez      | Kolumbien   | ZG Mobili                               | + 35 min 18 s     |
| 17. | Jean-François Bernard | Frankreich  | Banesto                                 | + 36 min 44 s     |
| 18. | Hernán Buenahora      | Kolumbien   | Kelme-Avianca-Gios                      | + 38 min 00 s     |
| 19. | Rolf Sørensen         | Dänemark    | GB-MG Boys Maglificio-Technogym-Bianchi | + 42 min 39 s     |
| 20. | Bo Hamburger          | Dänemark    | TVM-Bison Kit                           | + 43 min 44 s     |
| 21. | Thomas Davy           | Frankreich  | Castorama                               | + 46 min 41 s     |
| 22. | Éric Caritoux         | Frankreich  | Chazal-MBK-König                        | + 47 min 19 s     |
| 23. | Federico Muñoz        | Kolumbien   | Kelme-Avianca-Gios                      | + 48 min 33 s     |
| 24. | Jim Van De Laer       | Belgien     | Lotto-Vetta-Caloi                       | + 48 min 35 s     |
| 25. | Bruno Cenghialta      | Italien     | Gewiss-Ballan                           | + 51 min 30 s     |

### Punktewertung
| Punktewertung | Punktewertung              | Punktewertung | Punktewertung                           | Punktewertung |
| Fahrer        | Fahrer                     | Land          | Team                                    | Punkte        |
| ------------- | -------------------------- | ------------- | --------------------------------------- | ------------- |
| 1.            | Dschamolidin Abduschaparow | Usbekistan    | Polti-Vaporetto                         | 322 P.        |
| 2.            | Silvio Martinello          | Italien       | Mercatone Uno-Medeghini                 | 273 P.        |
| 3.            | Ján Svorada                | Slowakei      | Lampre-Panaria                          | 230 P.        |
| 4.            | Gianluca Bortolami         | Italien       | Mapei-CLAS                              | 188 P.        |
| 5.            | Miguel Indurain            | Spanien       | Banesto                                 | 132 P.        |
| 6.            | Olaf Ludwig                | Deutschland   | Telekom-Merckx                          | 122 P.        |
| 7.            | Johan Museeuw              | Belgien       | GB-MG Boys Maglificio-Technogym-Bianchi | 118 P.        |
| 8.            | François Simon             | Frankreich    | Castorama                               | 105 P.        |
| 9.            | Luc Leblanc                | Frankreich    | Festina-Lotus                           | 103 P.        |
| 10.           | Ángel Edo                  | Spanien       | Kelme-Avianca-Gios                      | 102 P.        |

### Bergwertung
| Bergwertung | Bergwertung       | Bergwertung | Bergwertung           | Bergwertung |
| Fahrer      | Fahrer            | Land        | Team                  | Punkte      |
| ----------- | ----------------- | ----------- | --------------------- | ----------- |
| 1.          | Richard Virenque  | Frankreich  | Festina-Lotus         | 392 P.      |
| 2.          | Marco Pantani     | Italien     | Carrera Jeans-Tassoni | 243 P.      |
| 3.          | Pēteris Ugrjumovs | Lettland    | Gewiss-Ballan         | 219 P.      |
| 4.          | Miguel Indurain   | Spanien     | Banesto               | 215 P.      |
| 5.          | Peter De Clercq   | Belgien     |                       | 192 P.      |
| 6.          | Luc Leblanc       | Frankreich  | Festina-Lotus         | 176 P.      |
| 7.          | Oscar Pelliccioli | Italien     | Polti-Vaporetto       | 151 P.      |
| 8.          | Roberto Conti     | Italien     | Lampre-Panaria        | 147 P.      |
| 9.          | Nelson Rodríguez  | Kolumbien   | ZG Mobili             | 142 P.      |
| 10.         | Udo Bölts         | Deutschland | Telekom-Merckx        | 119 P.      |

### Nachwuchswertung
| Nachwuchswertung | Nachwuchswertung | Nachwuchswertung | Nachwuchswertung      | Nachwuchswertung  |
| Fahrer           | Fahrer           | Land             | Team                  | Zeit              |
| ---------------- | ---------------- | ---------------- | --------------------- | ----------------- |
| 1.               | Marco Pantani    | Italien          | Carrera Jeans-Tassoni | 103 h 45 min 57 s |
| 2.               | Richard Virenque | Frankreich       | Festina-Lotus         | + 2 min 51 s      |
| 3.               | Bo Hamburger     | Dänemark         | TVM-Bison Kit         | + 36 min 25 s     |
| 4.               | Beat Zberg       | Schweiz          | Carrera Jeans-Tassoni | + 49 min 17 s     |
| 5.               | Abraham Olano    | Spanien          | Mapei-CLAS            | + 54 min 10 s     |

### Mannschaftswertung
| Mannschaftswertung | Mannschaftswertung    | Mannschaftswertung | Mannschaftswertung |
| Team               | Team                  | Land               | Zeit               |
| ------------------ | --------------------- | ------------------ | ------------------ |
| 1.                 | Festina-Lotus         | Frankreich         | 311 h 28 min 53 s  |
| 2.                 | Gewiss-Ballan         | Italien            | + 42 min 57 s      |
| 3.                 | Mapei-CLAS            | Italien            | + 44 min 38 s      |
| 4.                 | Banesto               | Spanien            | + 48 min 25 s      |
| 5.                 | Carrera Jeans-Tassoni | Italien            | + 50 min 55 s      |

### Kämpferischster Fahrer
| Kämpferischster Fahrer | Kämpferischster Fahrer | Kämpferischster Fahrer | Kämpferischster Fahrer  | Kämpferischster Fahrer |
| Fahrer                 | Fahrer                 | Land                   | Team                    | Punkte                 |
| ---------------------- | ---------------------- | ---------------------- | ----------------------- | ---------------------- |
| 1.                     | Eros Poli              | Italien                | Mercatone Uno-Medeghini | 34 P.                  |
| 2.                     | Marco Pantani          | Italien                | Carrera Jeans-Tassoni   | 32 P.                  |
| 3.                     | Pēteris Ugrjumovs      | Lettland               | Gewiss-Ballan           | 21 P.                  |

## Teams und Fahrer
| Nr. | Land        | Name                   | Platz |
| --- | ----------- | ---------------------- | ----- |
| 1   | Spanien     | Miguel Indurain        | 1     |
| 2   | Spanien     | Marino Alonso          | A 17. |
| 3   | Spanien     | Vicente Aparicio       | 67    |
| 4   | Frankreich  | Jean-François Bernard  | 17    |
| 5   | Spanien     | Ramón González Arrieta | 32    |
| 6   | Spanien     | Melchor Mauri          | 95    |
| 7   | Niederlande | Erwin Nijboer          | 99    |
| 8   | Frankreich  | Gérard Rué             | 56    |
| 9   | Spanien     | José Ramón Uriarte     | 49    |

| Nr. | Land    | Name               | Platz  |
| --- | ------- | ------------------ | ------ |
| 11  | Schweiz | Tony Rominger      | A 13.  |
| 12  | Italien | Gianluca Bortolami | 13     |
| 13  | Spanien | Federico Echave    | 34     |
| 14  | Belgien | Nico Emonds        | A 14.  |
| 15  | Spanien | Fernando Escartín  | 12     |
| 16  | Spanien | Arsenio González   | 40     |
| 17  | Schweiz | Jörg Müller        | 59     |
| 18  | Spanien | Abraham Olano      | 30     |
| 19  | Spanien | Jon Unzaga         | NA 15. |

| Nr. | Land     | Name             | Platz |
| --- | -------- | ---------------- | ----- |
| 21  | Belgien  | Johan Museeuw    | 80    |
| 22  | Belgien  | Carlo Bomans     | 76    |
| 23  | Italien  | Davide Cassani   | 108   |
| 24  | Italien  | Alberto Elli     | 7     |
| 25  | Schweiz  | Rolf Järmann     | 73    |
| 26  | Belgien  | Wilfried Peeters | A 16. |
| 27  | Danemark | Rolf Sørensen    | 19    |
| 28  | Italien  | Flavio Vanzella  | 41    |
| 29  | Italien  | Franco Vona      | 37    |

| Nr. | Land                   | Name            | Platz  |
| --- | ---------------------- | --------------- | ------ |
| 31  | Vereinigte Staaten     | Lance Armstrong | NA 15. |
| 32  | Mexiko                 | Raúl Alcalá     | 70     |
| 33  | Australien             | Phil Anderson   | 69     |
| 34  | Vereinigte Staaten     | Frankie Andreu  | 89     |
| 35  | Kanada                 | Steve Bauer     | NA 5.  |
| 36  | Belgien                | Michel Dernies  | 104    |
| 37  | Kolumbien              | Álvaro Mejía    | 31     |
| 38  | Neuseeland             | Stephen Swart   | 112    |
| 39  | Vereinigtes Konigreich | Sean Yates      | 71     |

| Nr. | Land     | Name              | Platz |
| --- | -------- | ----------------- | ----- |
| 41  | Danemark | Bjarne Riis       | 14    |
| 42  | Russland | Wladislaw Bobrik  | 62    |
| 43  | Italien  | Guido Bontempi    | 90    |
| 44  | Italien  | Dario Bottaro     | 107   |
| 45  | Italien  | Bruno Cenghialta  | 25    |
| 46  | Italien  | Giorgio Furlan    | 58    |
| 47  | Italien  | Nicola Minali     | A 12. |
| 48  | Lettland | Pēteris Ugrjumovs | 2     |
| 49  | Italien  | Enrico Zaina      | 39    |

| Nr. | Land    | Name                 | Platz  |
| --- | ------- | -------------------- | ------ |
| 51  | Italien | Claudio Chiappucci   | NA 12. |
| 52  | Italien | Marco Artunghi       | A 14.  |
| 53  | Italien | Alessandro Bertolini | A 12.  |
| 54  | Italien | Mario Chiesa         | 114    |
| 55  | Italien | Mario Mantovan       | A 18.  |
| 56  | Italien | Marco Pantani        | 3      |
| 57  | Ukraine | Wolodymyr Pulnikow   | 10     |
| 58  | Italien | Remo Rossi           | 111    |
| 59  | Schweiz | Beat Zberg           | 27     |

| Nr. | Land        | Name                   | Platz  |
| --- | ----------- | ---------------------- | ------ |
| 61  | Schweiz     | Alex Zülle             | 8      |
| 62  | Niederlande | Erik Breukink          | 29     |
| 63  | Spanien     | Herminio Díaz Zabala   | 109    |
| 64  | Schweiz     | Laurent Dufaux         | 35     |
| 65  | Frankreich  | Laurent Jalabert       | NA 2.  |
| 66  | Spanien     | Alberto Leanizbarrutia | 102    |
| 67  | Kolumbien   | Oliverio Rincón        | A 16.  |
| 68  | Spanien     | Roberto Sierra         | NA 14. |
| 69  | Australien  | Neil Stephens          | 52     |

| Nr. | Land       | Name                   | Platz  |
| --- | ---------- | ---------------------- | ------ |
| 71  | Russland   | Pawel Tonkow           | A 14.  |
| 72  | Italien    | Roberto Conti          | 6      |
| 73  | Italien    | Gianni Faresin         | NA 12. |
| 74  | Italien    | Alessio Galletti       | A 16.  |
| 75  | Ukraine    | Oleksandr Hontschenkow | NA 2.  |
| 76  | Italien    | Marco Lietti           | A 14.  |
| 77  | Italien    | Marco Serpellini       | A 16.  |
| 78  | Tschechien | Ján Svorada            | 103    |
| 79  | Italien    | Marco Zen              | 86     |

| Nr. | Land                   | Name                | Platz |
| --- | ---------------------- | ------------------- | ----- |
| 81  | Frankreich             | Jean-Philippe Dojwa | A 13. |
| 82  | Vereinigtes Konigreich | Chris Boardman      | A 11. |
| 83  | Frankreich             | Christophe Capelle  | A 14. |
| 84  | Frankreich             | Jean-Claude Colotti | A 15. |
| 85  | Frankreich             | Thierry Gouvenou    | 78    |
| 86  | Vereinigte Staaten     | Greg LeMond         | A 6.  |
| 87  | Frankreich             | Francis Moreau      | 113   |
| 88  | Frankreich             | Didier Rous         | A 7.  |
| 89  | Frankreich             | Eddy Seigneur       | 51    |

| Nr. | Land        | Name                 | Platz |
| --- | ----------- | -------------------- | ----- |
| 91  | Frankreich  | Luc Leblanc          | 4     |
| 92  | Frankreich  | Jean-Claude Bagot    | 47    |
| 93  | Frankreich  | Pascal Hervé         | 33    |
| 94  | Australien  | Stephen Hodge        | 83    |
| 95  | Frankreich  | Pascal Lino          | 11    |
| 96  | Spanien     | Roberto Torres       | A 18. |
| 97  | Niederlande | Jean-Paul van Poppel | A 17. |
| 98  | Belgien     | Michel Vermote       | A 18. |
| 99  | Frankreich  | Richard Virenque     | 5     |

| Nr. | Land       | Name                       | Platz  |
| --- | ---------- | -------------------------- | ------ |
| 101 | Italien    | Gianni Bugno               | NA 14. |
| 102 | Usbekistan | Dschamolidin Abduschaparow | 57     |
| 103 | Italien    | Giovanni Fidanza           | 110    |
| 104 | Italien    | Gianvito Martinelli        | ZÜ 8.  |
| 105 | Ukraine    | Serhij Uschakow            | 63     |
| 106 | Italien    | Oscar Pellicioli           | 15     |
| 107 | Italien    | Andrea Peron               | 61     |
| 108 | Italien    | Mario Scirea               | A 14.  |
| 109 | Russland   | Dmitri Schandow            | 72     |

| Nr. | Land       | Name                 | Platz  |
| --- | ---------- | -------------------- | ------ |
| 111 | Frankreich | Armand de Las Cuevas | NA 18. |
| 112 | Frankreich | Thomas Davy          | 21     |
| 113 | Frankreich | Laurent Desbiens     | A 16.  |
| 114 | Frankreich | Jacky Durand         | A 14.  |
| 115 | Frankreich | Laurent Madouas      | A 14.  |
| 116 | Frankreich | Emmanuel Magnien     | A 16.  |
| 117 | Frankreich | Thierry Marie        | 53     |
| 118 | Frankreich | François Simon       | 43     |
| 119 | Frankreich | Bruno Thibout        | 91     |

| Nr. | Land        | Name                  | Platz  |
| --- | ----------- | --------------------- | ------ |
| 121 | Niederlande | Steven Rooks          | A 12.  |
| 122 | Belgien     | Johan Capiot          | NA 15. |
| 123 | Norwegen    | Dag Otto Lauritzen    | 50     |
| 124 | Danemark    | Bo Hamburger          | 20     |
| 125 | Niederlande | Rob Harmeling         | S 14.  |
| 126 | Danemark    | Peter Meinert Nielsen | A 12.  |
| 127 | Danemark    | Jesper Skibby         | 45     |
| 128 | Niederlande | Gert-Jan Theunisse    | A 12.  |
| 129 | Niederlande | Bart Voskamp          | A 14.  |

| Nr. | Land        | Name           | Platz |
| --- | ----------- | -------------- | ----- |
| 131 | Deutschland | Olaf Ludwig    | 105   |
| 132 | Deutschland | Rolf Aldag     | 38    |
| 133 | Deutschland | Gerd Audehm    | 28    |
| 134 | Deutschland | Udo Bölts      | 9     |
| 135 | Deutschland | Christian Henn | 106   |
| 136 | Deutschland | Jens Heppner   | 60    |
| 137 | Deutschland | Mario Kummer   | 97    |
| 138 | Deutschland | Uwe Raab       | 84    |
| 139 | Deutschland | Erik Zabel     | A 14. |

| Nr. | Land      | Name                      | Platz  |
| --- | --------- | ------------------------- | ------ |
| 141 | Italien   | Massimo Ghirotto          | 75     |
| 142 | Italien   | Fabio Casartelli          | A 7.   |
| 143 | Italien   | Stefano Colage            | NA 12. |
| 144 | Italien   | Fabiano Fontanelli        | NA 7.  |
| 145 | Italien   | Giancarlo Perini          | 54     |
| 146 | Italien   | Davide Perona             | 46     |
| 147 | Belgien   | Hendrik Redant            | 93     |
| 148 | Kolumbien | Nelson Rodríguez          | 16     |
| 149 | Italien   | Mauro-Antonio Santaromita | 65     |

| Nr. | Land        | Name                 | Platz  |
| --- | ----------- | -------------------- | ------ |
| 151 | Russland    | Wjatscheslaw Jekimow | 36     |
| 152 | Niederlande | Erik Dekker          | 101    |
| 153 | Norwegen    | Atle Kvålsvoll       | 79     |
| 154 | Niederlande | Frans Maassen        | A 7.   |
| 155 | Niederlande | Léon van Bon         | NA 12. |
| 156 | Niederlande | Rob Mulders          | 116    |
| 157 | Belgien     | Edwig Van Hooydonck  | NA 14. |
| 158 | Belgien     | Eric Van Lancker     | A 18.  |
| 159 | Belgien     | Marc Wauters         | 92     |

| Nr. | Land        | Name              | Platz  |
| --- | ----------- | ----------------- | ------ |
| 161 | Frankreich  | Charly Mottet     | 26     |
| 162 | Frankreich  | Bruno Cornillet   | A 3.   |
| 163 | Niederlande | Gerrit de Vries   | 77     |
| 164 | Niederlande | Patrick Jonker    | A 14.  |
| 165 | Frankreich  | Philippe Louviot  | 74     |
| 166 | Belgien     | Wilfried Nelissen | NA 20. |
| 167 | Belgien     | Guy Nulens        | 88     |
| 168 | Frankreich  | Ronan Pensec      | 66     |
| 169 | Belgien     | Marc Sergeant     | A 20.  |

| Nr. | Land      | Name                   | Platz |
| --- | --------- | ---------------------- | ----- |
| 171 | Spanien   | Laudelino Cubino       | A 16. |
| 172 | Kolumbien | Hernán Buenahora       | 18    |
| 173 | Spanien   | Francisco Cabello      | 87    |
| 174 | Kolumbien | Julio César Cadena     | 85    |
| 175 | Kolumbien | Ángel Camargo          | 55    |
| 176 | Spanien   | Ángel Edo              | 96    |
| 177 | Spanien   | Ignacio García Camacho | A 14. |
| 178 | Kolumbien | Federico Muñoz         | 23    |
| 179 | Polen     | Cezary Zamana          | 100   |

| Nr. | Land         | Name                 | Platz |
| --- | ------------ | -------------------- | ----- |
| 181 | Frankreich   | Éric Caritoux        | 22    |
| 182 | Mexiko       | Miguel Arroyo        | 48    |
| 183 | Frankreich   | Jean-Pierre Bourgeot | A 14. |
| 184 | Frankreich   | Pascal Chanteur      | 81    |
| 185 | Frankreich   | Gérard Guazzini      | ZÜ 9. |
| 186 | Litauen 1989 | Artūras Kasputis     | 44    |
| 187 | Estland      | Jaan Kirsipuu        | A 12. |
| 188 | Frankreich   | Christophe Manin     | 64    |
| 189 | Niederlande  | Marco Vermey         | A 14. |

| Nr. | Land            | Name                        | Platz  |
| --- | --------------- | --------------------------- | ------ |
| 191 | Moldau Republik | Andreï Tchmil               | NA 20. |
| 192 | Belgien         | Mario De Clercq             | A 18.  |
| 193 | Belgien         | Peter De Clercq             | 82     |
| 194 | Belgien         | Peter Farazijn              | A 14.  |
| 195 | Belgien         | Herman Frison               | A 15.  |
| 196 | Brasilien       | Wanderley Magalhães Azevedo | NA 5,  |
| 197 | Belgien         | Luc Roosen                  | 68     |
| 198 | Belgien         | Jim Van De Laer             | 24     |
| 199 | Belgien         | Rudy Verdonck               | 98     |

| Nr. | Land        | Name              | Platz |
| --- | ----------- | ----------------- | ----- |
| 201 | Italien     | Franco Chioccioli | 42    |
| 202 | Italien     | Adriano Baffi     | A 5.  |
| 203 | Italien     | Rosario Fina      | A 18. |
| 204 | Italien     | Paolo Lanfranchi  | A 12. |
| 205 | Italien     | Silvio Martinello | 94    |
| 206 | Italien     | Giuseppe Petito   | A 12. |
| 207 | Italien     | Roberto Petito    | A 11. |
| 208 | Italien     | Eros Poli         | 115   |
| 209 | Niederlande | John Talen        | 117   |

A: Aufgabe während der Etappe, NA: nicht zur Etappe angetreten, S: suspendiert/ausgeschlossen, ZÜ: Zeitüberschreitung